# Walker Zimmerman
Walker Dwain Zimmerman (sinh ngày 19 tháng 5 năm 1993) là một cầu thủ bóng đá chuyên nghiệp người Mỹ hiện thi đấu ở vị trí trung vệ cho câu lạc bộ Nashville SC tại Major League Soccer và đội tuyển bóng đá quốc gia Hoa Kỳ.

## Sự nghiệp câu lạc bộ

### Đầu đời
Zimmerman đến Học viện Thanh thiếu niên của Hiệp hội bóng đá Gwinnett ở Lilburn, Georgia, nơi anh được cố vấn bởi huấn luyện viên Nuno Piteira. Anh đến trường trung học Brookwood và chơi bóng đá ở đó. Anh đã được dẫn dắt bởi HLV Daniel Klinect.
Zimmerman thi đấu bóng đá tại Đại học Furman từ năm 2011 đến 2012. Anh được vinh danh là Đội hình toàn sao của sinh viên năm nhất 2011, sinh viên năm nhất Liên đoàn phía Nam năm 2011 và đội hình toàn sao của sinh viên năm hai tại giải đấu NCAA Division I năm 2012.

### Sự chuyên nghiệp
FC Dallas đã chọn Zimmerman ở vòng đầu tiên (vị trí số 7) của MLS SuperDraft 2013. Anh ra mắt chuyên nghiệp vào ngày 11 tháng 5 năm 2013, vào sân thay người muộn trong chiến thắng 2-1 trước DC United.
Ngày 10 tháng 12 năm 2017, Zimmerman được FC Dallas trao đổi với câu lạc bộ Los Angeles FC để đổi lấy 250.000 đô la tiền phân bổ chung và 250.000 đô la tiền phân bổ mục tiêu. Hai câu lạc bộ cũng hoán đổi thứ hạng phân bổ với FC Dallas lên vị trí số 1 và Los Angeles FC lên vị trí số 11. Trong mùa giải 2019, Zimmerman cũng là trợ lý huấn luyện viên cho chương trình bóng đá UCLA Bruins.
Ngày 11 tháng 2 năm 2020, Zimmerman được trao đổi với Nashville SC để đổi lấy số tiền lên tới 1,25 triệu đô la Tiền phân bổ chung và một suất trong danh sách vị trí năm 2020.
Ngày 29 tháng 2 năm 2020, Zimmerman ghi bàn thắng đầu tiên trong lịch sử câu lạc bộ Nashville SC.
Ngày 29 tháng 4 năm 2022, Zimmerman ký hợp đồng với Nashville có thời hạn đến năm 2025 và điều đó cũng sẽ khiến anh trở thành cầu thủ được chỉ định trong danh sách Với bản hợp đồng này khiến Zimmerman trở thành hậu vệ người Mỹ thứ 4 được ký hợp đồng đối với anh trong lịch sử giải đấu.

## Sự nghiệp quốc tế
Ngày 6 tháng 1 năm 2017, Zimmerman lần đầu tiên được huấn luyện viên Bruce Arena gọi vào đội tuyển bóng đá quốc gia Hoa Kỳ. Anh có lần đầu tiên ra sân trong trận giao hữu gặp Jamaica vào ngày 3 tháng 2 năm 2017. Anh được mệnh danh là cầu thủ của trận đấu. Anh ghi bàn thắng đầu tiên bằng cú đầu vào lưới Bolivia vào ngày 28 tháng 5 năm 2018. Trong trận đấu gặp Xứ Wales tại FIFA World Cup 2022, Zimmerman đã phạm lỗi với tiền đaọ Gareth Bale và trọng tài ngay lập tức cho Xứ Wales thực hiện quả phạt đền ở phút thứ 82. Gareth Bale ghi quả phạt đền và gỡ hòa trận đấu. Trận đấu kết thúc với tỷ số 1-1. Theo ESPN, đó là "một thử thách vụng về và không cần thiết".

## Đời sống cá nhân
Zimmerman sinh ra ở Lawrenceville, Georgia, con của Becky và David Zimmerman. Anh có hai anh chị, Dawson và Carter.
Zimmerman là người theo Kitô giáo. Zimmerman đã kết hôn với Sally Zimmerman. Họ có với nhau một đứa con.

## Thống kê sự nghiệp

### Câu lạc bộ
Tính đến ngày 15 tháng 10 năm 2022
| Câu lạc bộ          | Mùa giải            | Giải đấu            | Giải đấu | Giải đấu | Cúp Quốc gia | Cúp Quốc gia | Cúp Liên đoàn | Cúp Liên đoàn | Khác | Khác | Tổng cộng | Tổng cộng |
| Câu lạc bộ          | Mùa giải            | Hạng đáu            | Trận     | Bàn      | Trận         | Bàn          | Trận          | Bàn           | Trận | Bàn  | Trận      | Bàn       |
| ------------------- | ------------------- | ------------------- | -------- | -------- | ------------ | ------------ | ------------- | ------------- | ---- | ---- | --------- | --------- |
| FC Dallas           | 2013                | MLS                 | 7        | 2        | —            | —            | 2             | 0             | —    | —    | 9         | 2         |
| FC Dallas           | 2014                | MLS                 | 10       | 0        | 2            | 0            | 1             | 0             | —    | —    | 13        | 0         |
| FC Dallas           | 2015                | MLS                 | 20       | 0        | 2            | 1            | 2             | 0             | —    | —    | 24        | 1         |
| FC Dallas           | 2016                | MLS                 | 30       | 4        | 2            | 0            | 4             | 0             | 1    | 0    | 37        | 4         |
| FC Dallas           | 2017                | MLS                 | 22       | 1        | —            | —            | 1             | 0             | 4    | 0    | 27        | 1         |
| FC Dallas           | Tổng cộng           | Tổng cộng           | 89       | 7        | 6            | 1            | 10            | 0             | 5    | 0    | 110       | 8         |
| Los Angeles FC      | 2018                | MLS                 | 26       | 4        | 1            | 0            | 4             | 0             | —    | —    | 31        | 4         |
| Los Angeles FC      | 2019                | MLS                 | 25       | 1        | 2            | 0            | 1             | 0             | —    | —    | 28        | 1         |
| Los Angeles FC      | Tổng cộng           | Tổng cộng           | 51       | 5        | 3            | 0            | 5             | 0             | —    | —    | 59        | 5         |
| Nashville SC        | 2020                | MLS                 | 22       | 3        | 3            | 0            | —             | —             | —    | —    | 25        | 3         |
| Nashville SC        | 2021                | MLS                 | 25       | 3        | 2            | 0            | —             | —             | —    | —    | 27        | 3         |
| Nashville SC        | 2022                | MLS                 | 30       | 4        | 1            | 0            | 3             | 0             | —    | —    | 34        | 4         |
| Nashville SC        | Tổng cộng           | Tổng cộng           | 77       | 10       | 6            | 0            | 3             | 0             | —    | —    | 86        | 10        |
| Tổng cộng sự nghiệp | Tổng cộng sự nghiệp | Tổng cộng sự nghiệp | 217      | 22       | 15           | 1            | 18            | 0             | 5    | 0    | 255       | 23        |

### Đội tuyển quốc gia
Tính đến ngày 3 tháng 12 năm 2022
| Đội tuyển quốc gia | Năm       | Trận | Bàn |
| ------------------ | --------- | ---- | --- |
| Hoa Kỳ             | 2017      | 1    | 0   |
| Hoa Kỳ             | 2018      | 3    | 1   |
| Hoa Kỳ             | 2019      | 7    | 1   |
| Hoa Kỳ             | 2020      | 2    | 0   |
| Hoa Kỳ             | 2021      | 10   | 0   |
| Hoa Kỳ             | 2022      | 14   | 1   |
| Tổng cộng          | Tổng cộng | 37   | 3   |

| STT | Ngày tháng               | Địa điểm                                   | Đối thủ  | Bàn thắng | Kết quả | Giải đấu                      |
| --- | ------------------------ | ------------------------------------------ | -------- | --------- | ------- | ----------------------------- |
| 1.  | Ngày 28 tháng 5 năm 2018 | Sân vận động Talen Energy, Chester, Hoa Kỳ | Bolivia  | 1–0       | 3–0     | Giao hữu                      |
| 2.  | Ngày 27 tháng 1 năm 2019 | Sân vận động State Farm, Glendale, Hoa Kỳ  | Panamá   | 2–0       | 3–0     | Giao hữu                      |
| 3.  | Ngày 2 tháng 2 năm 2022  | Allianz Field, Saint Paul, Hoa Kỳ          | Honduras | 2–0       | 3–0     | Vòng loại FIFA World Cup 2022 |

## Danh hiệu
FC Dallas
- U.S. Open Cup: 2016
- Supporters' Shield: 2016

Los Angeles FC
- Supporters' Shield: 2019

Hoa Kỳ
- Cúp vàng CONCACAF: 2021

Cá nhân
- Đội hình toàn sao MLS: 2019,[16] 2021,[17] 2022[18]
- Đội hình xuất sắc nhất MLS : 2019,[19] 2020,[20][21] 2021, 2022[22]
- Hậu vệ của năm MLS: 2020,[23] 2021